# クリストファー・シーマン
クリストファー・シーマン（Christopher Seaman、1942年3月7日 - ）は、イギリスの指揮者。

## 人物・来歴
ケンブリッジ大学キングス・カレッジ卒業後、ロンドン・フィルハーモニック管弦楽団の首席打楽器奏者として出発し、1968年から1970年までBBCスコティッシュ交響楽団副指揮者、1971年から1977年までBBCスコティッシュ交響楽団首席指揮者、1973年から1979年までノーザン・シンフォニアの首席指揮者、ギルドホール音楽演劇学校指揮科首席客演指揮者兼芸術顧問。
1980年代以降はアメリカ合衆国に活動拠点を移し、1987年から1998年までボルティモア交響楽団常任指揮者、1993年から2004年までフロリダ州ネイプルズ・フィルハーモニー管弦楽団音楽監督、1998年から2011年までロチェスター・フィルハーモニー管弦楽団音楽監督を務める。2009年 - 2010年シーズンはサンフランシスコ交響楽団芸術顧問を兼務。2010年 - 2011年シーズンを最後に、ロチェスター・フィル音楽監督を退任（2011年からロチェスター・フィルハーモニー管弦楽団名誉指揮者）。